# 眞田範衞
眞田 範衞（さなだ のりえ、1889年11月15日 -1946年3月15日）は、日本の教育者。旧制灘中学校初代校長。戦後まもない1946年に発疹チフスに感染し、灘校校長在職中に死去した。唱歌や童謡の作詞も行い、灘校の校歌・生徒歌の作詞の他、国定教科書に詩が採用されている。

## 編年
- 1889年 静岡県伊豆市（旧田方郡中大見村）に生まれる。
- 1903年 中大見尋常高等小学校を卒業。
- 1905年 錦田尋常小学校の代用教員となる。准訓導検定試験に合格。
- 1906年 上大見尋常高等小学校准訓導となる。
- 1907年 上大見尋常高等小学校を退職し、静岡県立師範学校に入学。
- 1911年 静岡師範を卒業。静岡師範訓導となり、結婚。
- 1912年 静岡師範を休職し、東京高等師範学校本科数物化学部へ入学。
- 1916年 東京高師本科を卒業し、静岡県立浜松師範学校教諭となる。
- 1918年 東京高師専攻科修身教育部に入学。
- 1920年 東京高師専攻科を卒業し、京都府立第一高等女学校教諭となる。
- 1925年 京都第一高女校長心得に就任。
- 1926年 京都府立亀岡高等女学校校長に就任。
- 1928年 灘中学校校長に就任。以降、私立中等学校連合会や兵庫県中学校協会の要職を歴任。
- 1946年 大阪帝国大学医学部附属医院で死去。

## 著書
- 『小学校に於ける理科児童実験法』、1919年6月、東京宝文館
- 『誤り易い算術問題とむつかしい算術問題』、1920年1月、南光社